# Kanapeeksi
Kanapeeksi is een plaats in de Estlandse gemeente Hiiumaa, provincie Hiiumaa. De plaats heeft de status van dorp (Estisch: küla).
Kanapeeksi lag tot in oktober 2013 in de gemeente Kõrgessaare, daarna tot in oktober 2017 in de gemeente Hiiu en sindsdien in de fusiegemeente Hiiumaa.

## Bevolking
De ontwikkeling van het aantal inwoners blijkt uit het volgende staatje:
| Jaar            | 2000 | 2011 | 2017 | 2019 | 2021 |
| --------------- | ---- | ---- | ---- | ---- | ---- |
| Aantal inwoners | 3    | 3    | 6    | 5    | 3    |

## Geografie
Een groot deel van Kanapeeksi ligt in het natuurreservaat Pihla-Kaibaldi looduskaitseala (38,2 km²). Het reservaat omvat zowel een moerasgebied, Pihla soo, een heidelandschap, Kaibaldi nõmm, als een duinlandschap, Kaibaldi liivik.
De rivier Pihla stroomt door het dorp. Het dorp ligt 4 km ten westen van Kärdla, de hoofdstad van Hiiumaa.

## Geschiedenis
Kanapeeksi werd voor het eerst genoemd in 1795 onder de naam Kannapex Mats, een boerderij op het landgoed van Hohenholm (Kõrgessaare). De boerderij heette achtereenvolgens Kanapöhsa Iaack (1811), Kannapökse Iurry (1816) en Kanapeeks (1888). Kanapeeks was zowel een boerderij als een houtvesterij. Pas in 1922 stond Kanapeeksi onder twee namen, Kanapuksi en Kanapsi, bekend als dorp.
Rond 1950 werd Kanapeeksi bij het buurdorp Koidma gevoegd. Pas in 1997 werd het weer een zelfstandig dorp.